# Melitta Urbancic
Melitta Urbancic geb. Grünbaum (* 21. Februar 1902 in Wien; † 17. Februar 1984 in Reykjavik) war eine österreichisch-isländische Sprachwissenschaftlerin, Schauspielerin, Lyrikerin und Bildhauerin. Aufgrund ihrer jüdischen Herkunft musste sie 1938 ins Exil gehen.

## Leben und Wirken
Melitta Urbancic kam als zweite von drei Töchtern von Ilma und Alfred Grünbaum in Wien zur Welt. Sie besuchte das Gymnasium Luithlen. Anschließend studierte sie Anglistik, Germanistik und Philosophie zuerst in Wien und anschließend in Heidelberg bei Friedrich Gundolf und Karl Jaspers sowie Schauspiel bei Max Reinhardt. Sie promovierte 1928 mit einer sprachwissenschaftlichen Arbeit. Bereits während ihres Studiums sammelte sie Bühnenerfahrung in Baden-Baden, Konstanz und Koblenz unter ihrem Künstlernamen Dr. Melitta Makarska.

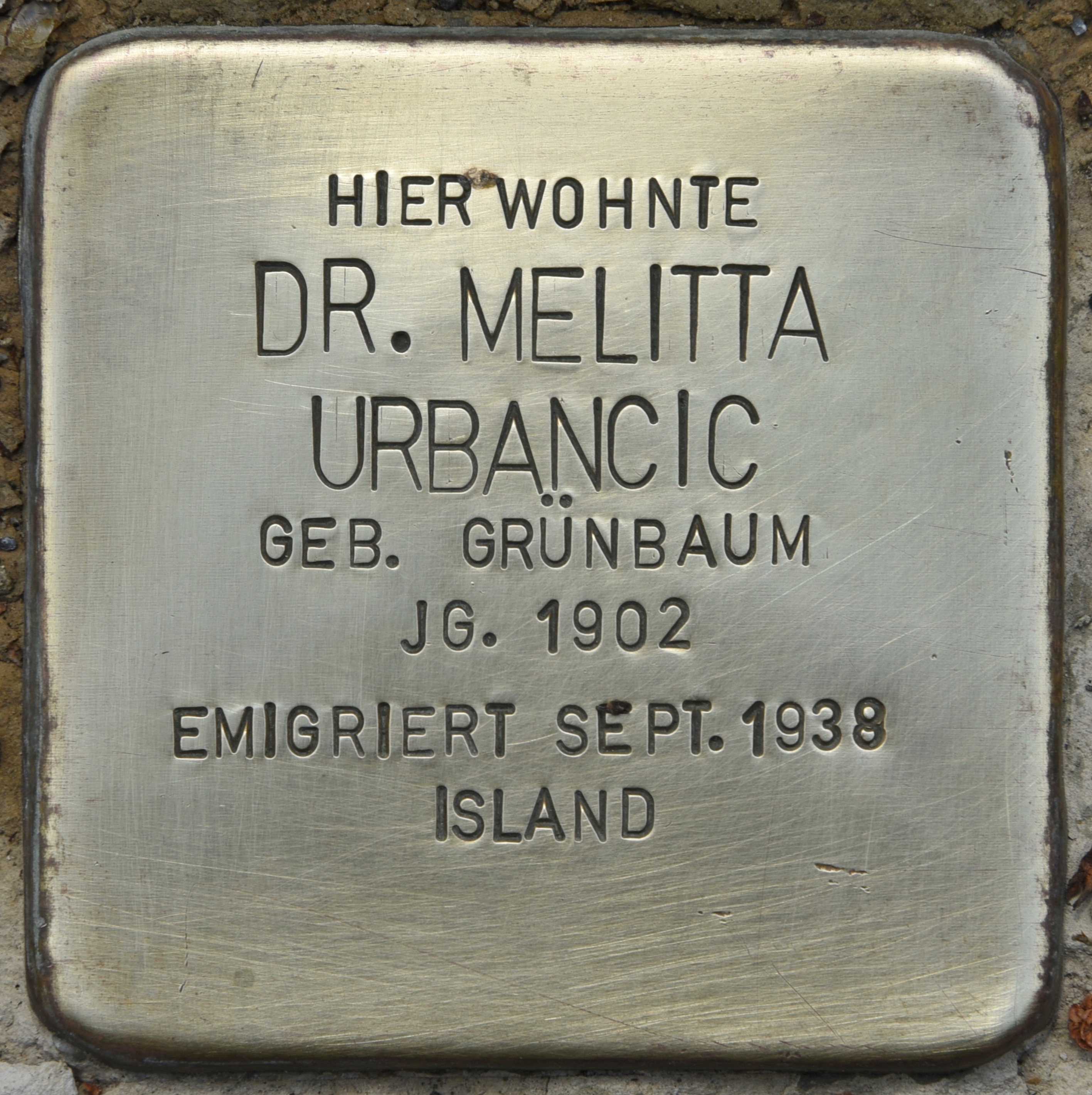
Stolperstein für Melitta Urbancic in Graz

1930 heiratete sie den Komponisten und Dirigenten Victor Urbancic und folgte ihm nach Mainz. 1931 wurde ihr gemeinsamer Sohn Peter geboren, 1932 ihre Tochter Ruth. Nach der Machtergreifung der Nationalsozialisten 1933 verlor Victor Urbancic aufgrund der jüdischen Abstammung seiner Frau und ihres Engagements in der Friedensbewegung seine Stelle als Opernkapellmeister. Die Familie zog nach Wien und anschließend nach Graz. Dort wurde 1937 ihr drittes Kind Sibyl Urbancic geboren. Nach dem Anschluss Österreichs emigrierte die Familie 1938 nach Island. Ihr Vater starb kurz nach dem Einmarsch von Hitlers Truppen. Ihrer Mutter gelang die Flucht nicht: Irma Grünbaum wurde 1943 in Ghetto Theresienstadt ermordet.
In Reykjavík baute sich die Familie ein neues Leben auf. Melitta Urbancic arbeitete als Lehrerin und Bildhauerin. Sie verfasste Gedichte und übersetzte isländische Lyrik. 1945 kam ihr viertes Kind Erika auf die Welt. Urbancic war auch eine Pionierin der Imkerei und gründete 1953 in Reykjavík den ersten Bienenzuchtverein Islands.
Melitta Urbancic starb 1984 in Reykjavik. Begraben wurde sie jedoch im niederösterreichischen Purkersdorf.
Ihr zu Lebzeiten kaum publiziertes lyrisches Werk wurde erst posthum einer größeren Öffentlichkeit bekannt gemacht.

## Veröffentlichungen (Auswahl)
- Unter Sternen. Wien : Verlag der Theodor Kramer Gesellschaft, 2022, ISBN 978-3-903522-04-6.
- Begegnungen mit Gundolf. Marbach am Neckar : Dt. Schillerges., 2012, ISBN 978-3-937384-82-5.
- Melitta Grünbaum: Der fünffüssige Jambus bei Grabbe. Ignaz Spitz & söhne, 1927.